# Ikonografia chrześcijańska
Ikonografia chrześcijańska – nauka pomocnicza archeologii chrześcijańskiej i historii sztuki badająca treści i formy ogółu wyobrażeń plastycznych dotyczących wyznań chrześcijańskich.
Ze względu na treści dzieli się na:
- trynitarną (ikonografia Boga Ojca, Syna Bożego, Ducha Świętego i Trójcy Świętej)
- mariologiczną
- angelistyczną (ikonografia aniołów, chórów anielskich, złych duchów)
- hagiograficzną (święci, błogosławieni, słudzy Boży)
- liturgiczną (rok liturgiczny i jego święta, sakramenty i sakramentalia, modlitwy i medytacje)
- katechetyczną

Z punktu widzenia formy wyróżnia przedstawienia prezentacyjne, dewocyjne, historyczne (sceny ze Starego i Nowego Testamentu, apokryfy, żywoty świętych) i alegoryczne.

## Wybrane opracowania
- Heinrich Detzel, Christliche Ikonographie, Freiburg 1894.
- Louis Réau, Iconographie de l’art chretien, t. 1-3, Paryż 1955-59.
- Gerthrud Schiller, Ikonographie der christlichen Kunst, t. 1-5, Gütersloh 1969-90.
- Lexikon der christlichen Ikonographie, t. 1-8, Freiburg 1968-76.
- Ikonografia nowożytnej sztuki kościelnej w Polsce, red. Janusz St. Pasierb, t. 1-2, Warszawa 1987.